# 올림픽 보헤미아 선수단
올림픽 보헤미아 선수단은 보헤미아를 대표하여 올림픽에 참가한 선수단이다. 1918년까지 오스트리아-헝가리의 자치 지역이었던 보헤미아 왕국은 초기 근대 올림픽에 일부 출전했다. 팀은 1900년 하계 올림픽에서 데뷔했다. 제1차 세계대전 이후 보헤미아는 새로운 체코슬로바키아의 일부가 되었고, 보헤미아 선수들은 올림픽에 체코슬로바키아를 대표해 경기에 참가했다. 1992년 하계 올림픽과 1993년 체코슬로바키아가 체코와 슬로바키아로 해체된 후 보헤미안 선수들은 올림픽에서 체코를 대표해 경기에 참가했다. 전후 출전 횟수까지 포함하면 보헤미아는 제1회 1896년 하계 올림픽, 1904년 하계 올림픽(유럽 이외 지역에서 처음으로 개최), 그리고 소련과 그 위성 국가들이 보이콧한 체코슬로바키아의 1984년 하계 올림픽 등 세 번의 올림픽만 놓쳤다.

## 역대 참가 종목

### 하계 올림픽 참가 종목
| 종목   | 00 | 08 | 12 |
| ------ | -- | -- | -- |
| 레슬링 |    | •  | •  |
| 사이클 | •  |    | •  |
| 육상   | •  | •  | •  |
| 조정   |    |    | •  |
| 체조   | •  | •  | •  |
| 테니스 | •  | •  | •  |
| 펜싱   |    | •  | •  |

## 같이 보기
- 분류:보헤미아의 올림픽 참가 선수

## 참고 자료
- (영어) “Bohemia”. SR/Olympic Sports. 2013년 5월 16일에 원본 문서에서 보존된 문서. 2011년 10월 29일에 확인함.